# Bryum barnesii
Bryum barnesii är en bladmossart som beskrevs av J. B. Wood in W. P. Schimper 1876. Bryum barnesii ingår i släktet bryummossor, och familjen Bryaceae. Inga underarter finns listade i Catalogue of Life.